# Ana Agius Ferrante
Anne Agius Ferrante (Mdina, 20 de agosto de 1925 – 5 de abril de 2023) foi uma política maltesa que fez história como a primeira mulher eleita para o Parlamento de Malta pelo Partido Nacionalista.

## Biografia
Nascida filha de Sir Philip Pullicino, ex-procurador-geral de Malta, Agius Ferrante também dedicou-se ao serviço público. Ela faleceu aos 97 anos, deixando um legado de pioneirismo e inspiração para as mulheres na política. Entre 1957 e 1960, atuou como Comissária da Ilha de Malta para a Associação de Guias Femininas.
Em 1980, após a morte de George Borg Olivier, Ferrante foi eleita para a Câmara dos Representantes por eleição suplementar, tornando-a a primeira mulher membro do Partido Nacionalista a ser eleita nacionalmente. Ela continuou a ocupar seu cargo até a próxima eleição ser realizada em 1981.